# Goffredo Mameli

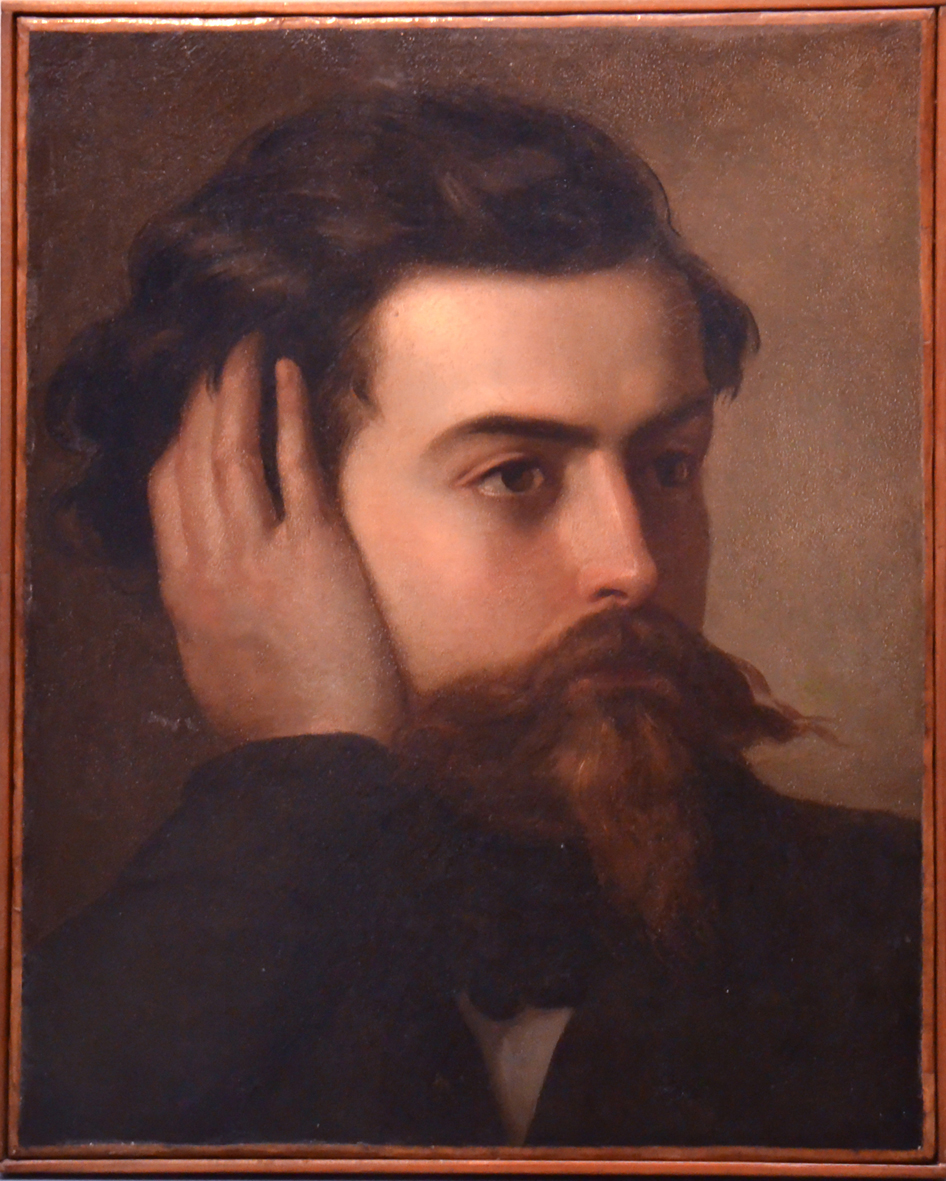
Domenico Induno: Goffredo Mameli, Museo del Risorgimento, Genua

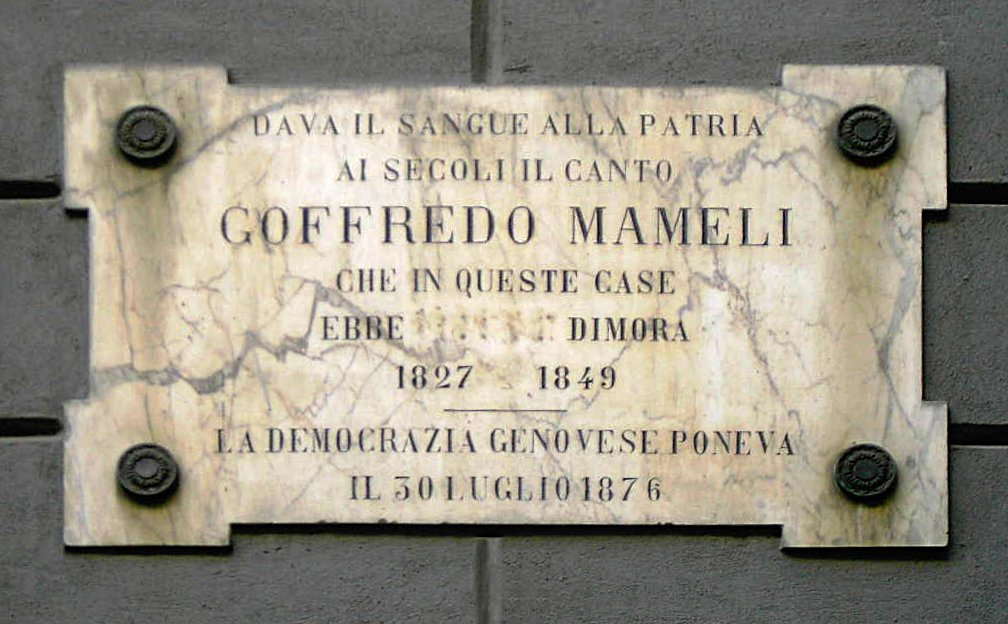
Gedenkstein an Mamelis zeitweiligem Wohnhaus in Genua

Goffredo Mameli (* 5. September 1827 in Genua; † 7. Juli 1849 in Rom) war ein italienischer Patriot, Dichter und wichtiger Vertreter der italienischen Risorgimento. Bekannt ist Mameli hauptsächlich als Autor der italienischen Nationalhymne Il Canto degli Italiani („Fratelli d’Italia“).

## Leben
Schon mit 13 Jahren trat die Neigung des jungen Mamelis zur Dichtkunst hervor. Berühmt sind seine zwischen 1844 und 1846 verfassten leidenschaftlichen Liebesverse an eine junge Angebetete. Nach seinem Philosophiestudium und bestandenem Examen wurde er im März 1847 in die Akademie „Società Entelema“ aufgenommen. Dort kam der Student Mameli erstmals mit den literarischen und liberal-politischen Strömungen der Epoche des Risorgimentos in Kontakt. Die Aktivitäten der Mitglieder dieser Gesellschaft waren geprägt von liberalen Ideen, welche die Einheit Italiens zum Ziele haben. In dieser Zeit entstanden u. a. viele von Mamelis patriotischen Oden, Sonetten und Gesängen wie etwa „Dante und Italien“, Die „Brüder Bandiera“, „An Carlo Alberto“ und „Die Schlacht von Marengo“. Daneben nahm er an patriotischen Demonstrationen in Genua teil.
In dieser freiheitlich-revolutionären Atmosphäre verfasste er im Jahre 1847 den Text der heutigen Nationalhymne Italiens mit den Anfangsworten Fratelli d’Italia, die auch als Inno di Mameli („Mamelis Hymne“) bekannt ist.
Nicht nur als Poet, sondern auch als Soldat wurde er zum glühendsten Initiator politischer Geschehnisse. So führte er Demonstrationen an, rief in seinen Oden (Viva Italia) zu den Waffen auf, kämpfte selbst im März 1848 auf der Via del Ticino und zog mit 300 Freiwilligen im Juni triumphal in Mailand ein, um sich gegen Österreich zu erheben.
Im militärischen Rang eines Capitano gehörte Mameli der Legion von Torres an und diente danach unter Giuseppe Mazzini, dem späteren Leiter des Triumvirats der Römischen Republik von 1849. Für Mazzini dichtete Mameli im Juli 1848 die Militärhymne L’Inno militare, die Giuseppe Verdi vertonte.
Im September desselben Jahres wurde er zu einem der eifrigsten Gefolgsleute des Freiheitskämpfers Giuseppe Garibaldi und warb in flammenden Appellen für dessen Freiwilligenheer. So kämpfte er gemeinsam an Garibaldis Seite für die Verteidigung der Republik Rom vor der französischen Intervention. Nachdem er jedoch vom Bajonett eines Mitstreiters am Fuß verletzt wurde, starb er im Alter von 21 Jahren nur wenig später an den Folgen einer Wundinfektion am 7. Juli 1849 im Pilgerhospiz Santissima Trinità dei Pellegrini. Sein Grab befindet sich auf dem Friedhof Campo di Verano in Rom.
Nach Mameli wurden Einheiten der heutigen Italienischen Streitkräfte (32ª Brigade 1975–1991), der Italienischen Sozialrepublik sowie der italienischen Partisanen benannt.